# Drzewice
Drzewice (prononciation : [dʐɛˈvit͡sɛ]) est un village polonais de la gmina d'Okonek dans le powiat de Złotów de la voïvodie de Grande-Pologne dans le centre-ouest de la Pologne.
Il se situe à environ 10 kilomètres au nord d'Okonek (siège de la gmina), 33 kilomètres au nord-ouest de Złotów (siège du powiat), et à 136 kilomètres au nord de Poznań (capitale de la Grande-Pologne).
Le village possédait une population de 70 habitants en 2006.

## Histoire
De 1975 à 1998, le village faisait partie du territoire de la voïvodie de Piła.

Depuis 1999, Drzewice est situé dans la voïvodie de Grande-Pologne.